# Cara (cantante)
Cara, pseudonimo di Anna Cacopardo (Crema, 1999), è una cantautrice italiana.

## Biografia
Si avvicina alla musica sin da bambina frequentando prima il Consorzio concorde e poi per diversi anni la classe di canto moderno e pianoforte dell'istituto "Folcioni" di Crema. È stata per molto tempo una delle cantanti di punta del laboratorio Imparerock e si è fatta apprezzare anche in numerose esibizioni acustiche.
Nel 2017 partecipa al Tour music fest di Mogol, arrivando in semifinale a Roma. Nello stesso anno, con un suo brano inedito, arriva in finale al concorso di Area Sanremo tour.
Dopo essersi iscritta all'Accademia di Musica NAM di Milano, al corso di Canto Moderno, ha iniziato un percorso musicale proprio, componendo sia testi che musica. Esordisce nel 2019 con il brano “Mi Serve”, primo singolo con l'etichetta Polydor, e  Mi Serve RMX, che ha visto la partecipazione di Samuel Heron e si è aggiudicato il Premio Lunezia "Iren" per il valore musicale e letterario.
Cara ha aperto il suo 2020 con Le feste di Pablo, un singolo che racchiude l'impronta cantautorale dell'artista, in un mix di sonorità pop con influenze d'oltreoceano. Poche settimane dopo il brano viene ripubblicato con la collaborazione di Fedez e ottiene in poche settimane la certificazione di disco d'oro con oltre 13 milioni di stream su Spotify e più di 7 milioni di visualizzazioni su YouTube.
Il 28 aprile 2021 esce il singolo Il primo bacio e a giugno il singolo estivo QUE TAL insieme a Boro Boro, il cui videoclip viene girato ad Ibiza.
QUE TAL raggiunge più di un milione di streaming su Spotify ottenendo un ottimo riscontro.
A marzo 2022 pubblica il singolo Preferisco te in collaborazione con Chadia Rodríguez che conquista sia la copertina della playlist "Graffiti Pop" di Spotify che la prima posizione in "Swipe Pop" di Apple Music.

## Discografia

### EP
- 2020 – 99

### Singoli
- 2019 – Mi Serve (solo o con Samuel Heron)
- 2020 – Le feste di Pablo (solo o con Fedez)
- 2020 – Lentamente
- 2020 – Tevere
- 2021 – Il primo bacio
- 2021 – QUE TAL (con Boro Boro)
- 2022 – Preferisco te (feat. Chadia Rodríguez)
- 2022 – Come mai
- 2024 – Verso Casa
- 2024 – Giulia
- 2024 – Fulmini
- 2025 – Il Mio Compleanno

### Collaborazioni
- 2021 – Fedez feat. Cara – Fuori dai guai (da Disumano)